# Kis patkósdenevér
A kis patkósdenevér (Rhinolophus hipposideros) az emlősök (Mammalia) osztályának a denevérek (Chiroptera) rendjébe, ezen belül a patkósdenevérek (Rhinolophidae) családjába tartozó faj.

## Előfordulása
Írországtól Walesen, Anglián keresztül Észak-Afrikáig, valamint Turkesztánban és Kasmírban is megtalálható. A Kárpátokon túl, Lengyelország déli részén is élnek.
Európai denevérfaj, Magyarországon a leggyakoribb denevér féle. Majdnem minden barlangban előfordul. Hazánk legnagyobb kis patkósdenevér kolóniájának szálláshelye a Naszályi-víznyelőbarlang.

## Alfajai
- Rhinolophus hipposideros escalerae
- Rhinolophus hipposideros hipposideros
- Rhinolophus hipposideros majori
- Rhinolophus hipposideros midas
- Rhinolophus hipposideros minimus
- Rhinolophus hipposideros minutus

## Megjelenése

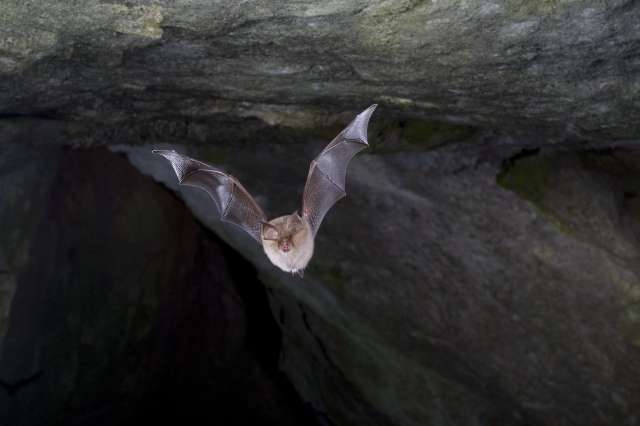
Repülés közben

Az európai patkósdenevérek közül a legkisebb faj. A kis patkósdenevér testhossza 3,5–4,3 centiméter, farokhossza 2,4–3 centiméter, magassága 0,75 – 1,05 centiméter, alkarhossza 3,4–4,1 centiméter és testtömege 3,5-10 gramm. Bundája szürkébb, mint a nagy patkósdenevéré. Szárnyfesztávolsága arasznyi. Füle viszonylag kicsi. Orrlebenyén a nyereg elölről nézve tompa ék alakú. A többi fajtól eltérően a szárnyával betakarózva alszik.

## Életmódja

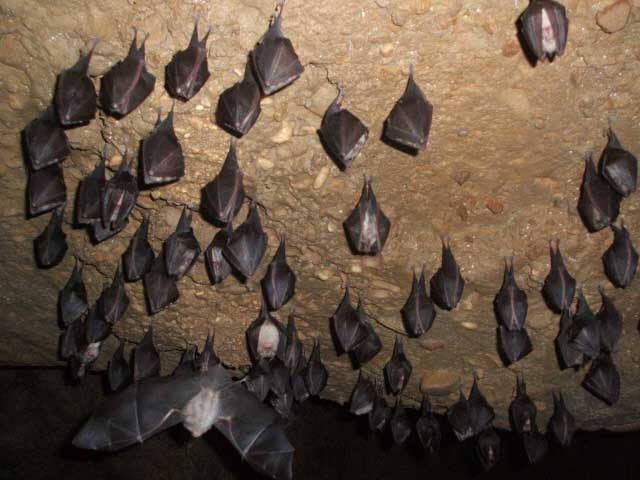
Alvás közben

50-100 fős csoportokban alszanak téli álmot. A denevér fel szokott kelni télen is. Ilyenkor kimegy, körülnéz, s ha még mindig nincsenek táplálékul szolgáló rovarok, visszamegy és folytatja álmát. De semmiképpen ne zavarjuk a denevéreket alvás közben, mert ha túlságosan felmelegítjük őket, fölöslegesen reptetjük, akkor túl sok energiát vesztenek, és akár bele is pusztulhatnak a zavarásba! Olyan érzékenyek, hogy téli ellenőrző megfigyelésük még a tudósok számára is komoly gondot jelent. Az üreg megfelelő belső hőmérséklete 5-9 Celsius fok között van.
Nyaranta szürkületkor jár vadászni repülő rovarokra. Nappal barlangokban, padlásokon pihen, vagy kihelyezett denevérodúban búvik meg. Gyors, szaggatottnak tűnő, cikázó röpte hasonlít a nagy patkósdenevérére, mégis könnyedebb. Csoportokban, alacsonyan repülve (1-5 méter) vadászik a fák között. Tápláléka kis bogarak, legyek, éjjeli lepkék és pókok. Átlagosan 10 kilométeres körzetben mozognak, de 30-40 kilométerre is elkóborolhatnak. Élőhelye ritkás erdők, kultúrtájak, elszórt facsoportokkal.

## Szaporodása
A kis patkósdenevér párzási időszaka ősszel kezdődik, télen félbeszakad és tavasszal fejeződik be. A megtermékenyülés általában röviddel a téli álmot követően, még a téli szálláson következik be. Tavasszal a nőstények a kölykezőhelyen gyűlnek össze, ahol az utódok – egy anyától mindig csak egy – világra jönnek. Itt igen mozgalmas az élet, már messziről hallani őket. Az első hetekben az anya magával viszi kölykét vadászataira, közben az erősen kapaszkodik álcsecsbimbójába. A fiatalok a táplálékkínálattól függően 6-8 hetes korukban válnak önállóvá, egy év múlva pedig már ivarérettek. Magányosan vagy kisebb csoportokban, üregekben telelnek át.